# Comuna Turburea, Gorj
Turburea este o comună în județul Gorj, Oltenia, România, formată din satele Cocorova, Poiana, Spahii, Șipotu și Turburea (reședința).

## Geografie
Comuna Turburea se află în sudul județului Gorj, între comunele Aninoasa la nord si vest, Tantareni la sud, Căpreni la est, Brănești la vest, la circa 50 km de Tg-Jiu, orașul reședință de județ.

## Demografie
Componența etnică a comunei Turburea
     Români (94,46%)
     Alte etnii (0,2%)
     Necunoscută (5,34%)
Componența confesională a comunei Turburea
     Ortodocși (93,95%)
     Alte religii (0,64%)
     Necunoscută (5,41%)
Conform recensământului efectuat în 2021, populația comunei Turburea se ridică la 3.916 locuitori, în scădere față de recensământul anterior din 2011, când fuseseră înregistrați 4.076 de locuitori. Majoritatea locuitorilor sunt români (94,46%), iar pentru 5,34% nu se cunoaște apartenența etnică. Din punct de vedere confesional, majoritatea locuitorilor sunt ortodocși (93,95%), iar pentru 5,41% nu se cunoaște apartenența confesională.

## Politică și administrație
Comuna Turburea este administrată de un primar și un consiliu local compus din 13 consilieri. Primarul, Ion Bârcă[*], de la Partidul Social Democrat, este în funcție din 2012. Începând cu alegerile locale din 2024, consiliul local are următoarea componență pe partide politice:
|  | Partid                          | Consilieri | Componența Consiliului | Componența Consiliului | Componența Consiliului | Componența Consiliului | Componența Consiliului | Componența Consiliului | Componența Consiliului | Componența Consiliului |
|  | ------------------------------- | ---------- | ---------------------- | ---------------------- | ---------------------- | ---------------------- | ---------------------- | ---------------------- | ---------------------- | ---------------------- |
|  | Partidul Social Democrat        | 8          |                        |                        |                        |                        |                        |                        |                        |                        |
|  | Uniunea Salvați România         | 3          |                        |                        |                        |                        |                        |                        |                        |                        |
|  | Alianța pentru Unirea Românilor | 1          |                        |                        |                        |                        |                        |                        |                        |                        |
|  | Partidul Național Liberal       | 1          |                        |                        |                        |                        |                        |                        |                        |                        |

## Personalități marcante
- Ilie Ștefan (1928 - 2014), amiral;
- Dumitru Puzdrea (1942 - 2023), politician;
- Ion Dur (n. 1950), profesor universitar, eseist, critic literar;
- Constantina Tomescu (n. 1970), atletă (medaliată cu aur la proba de maraton de la Jocurile Olimpice de vară din 2008);
- Constantina Diță-Tomescu (n. 1970), atletă;
- Remus Truică (n. 1970), om de afaceri controversat.

## Industrie
În prezent, principalele domenii de activitate sunt:
•	Industria petrolieră :
-	extractia petrolului;
-	prelucrarea gazelor naturale cu ajutorul celor doua instalații de deetanizare și GPL ale PETROM Turburea;